# Henriette von Schirach
Henriette von Schirach, née Henriette Hoffmann le 3 février 1913 dans le quartier de Schwabing à Munich (Allemagne) et morte le 27 janvier 1992 dans le même quartier, est une femme de lettres allemande, qui fut l'épouse du dirigeant national-socialiste Baldur von Schirach. Elle est la fille du photographe officiel du régime, Heinrich Hoffmann, et la seule personne connue qui se soit personnellement opposée auprès d'Hitler à l'extermination des Juifs.

## Biographie
Elle est la fille du photographe Heinrich Hoffmann et de Therese Baumann.
En 1943 une dispute éclata entre Henriette et Hitler. Henriette aurait reproché à Hitler le traitement des femmes juives en Hollande, et indirectement le génocide des Juifs : Hitler qui ne parlait jamais de ce sujet en public, déclara, en formant de ses mains deux coupes que le sang de 10 000 Allemands coulait chaque jour et qu’il fallait rétablir un « équilibre » ; il ajouta qu’elle devait « apprendre à haïr », comme lui l’a fait. Henriette aurait répliqué, citant l’Iphigénie de Goethe : « Je ne suis pas là pour partager la haine (Mithassen) mais l’amour (Mitlieben) ».
Après la guerre, elle s’emploie à souligner le caractère humain d’Adolf Hitler, n’hésitant pas à dire de la défaite de 1945 qu’il s’agissait du « prix de la gloire ».

## Ouvrages
- Der Preis der Herrlichkeit, Munich, Herbig, 1975,  (ISBN 3-548-35457-2).
- Anekdoten um Hitler, Berg/Starnberger See : Türmer, 1980,  (ISBN 3-87829-061-6).
- Frauen um Hitler, Munich, Herbig, 1983,  (ISBN 3-7766-0882-X).
- (de) Écrits de, et sur Henriette von Schirach, portés au catalogue de la Bibliothèque nationale allemande.